# Immanuel Lutheran Church (Seattle)

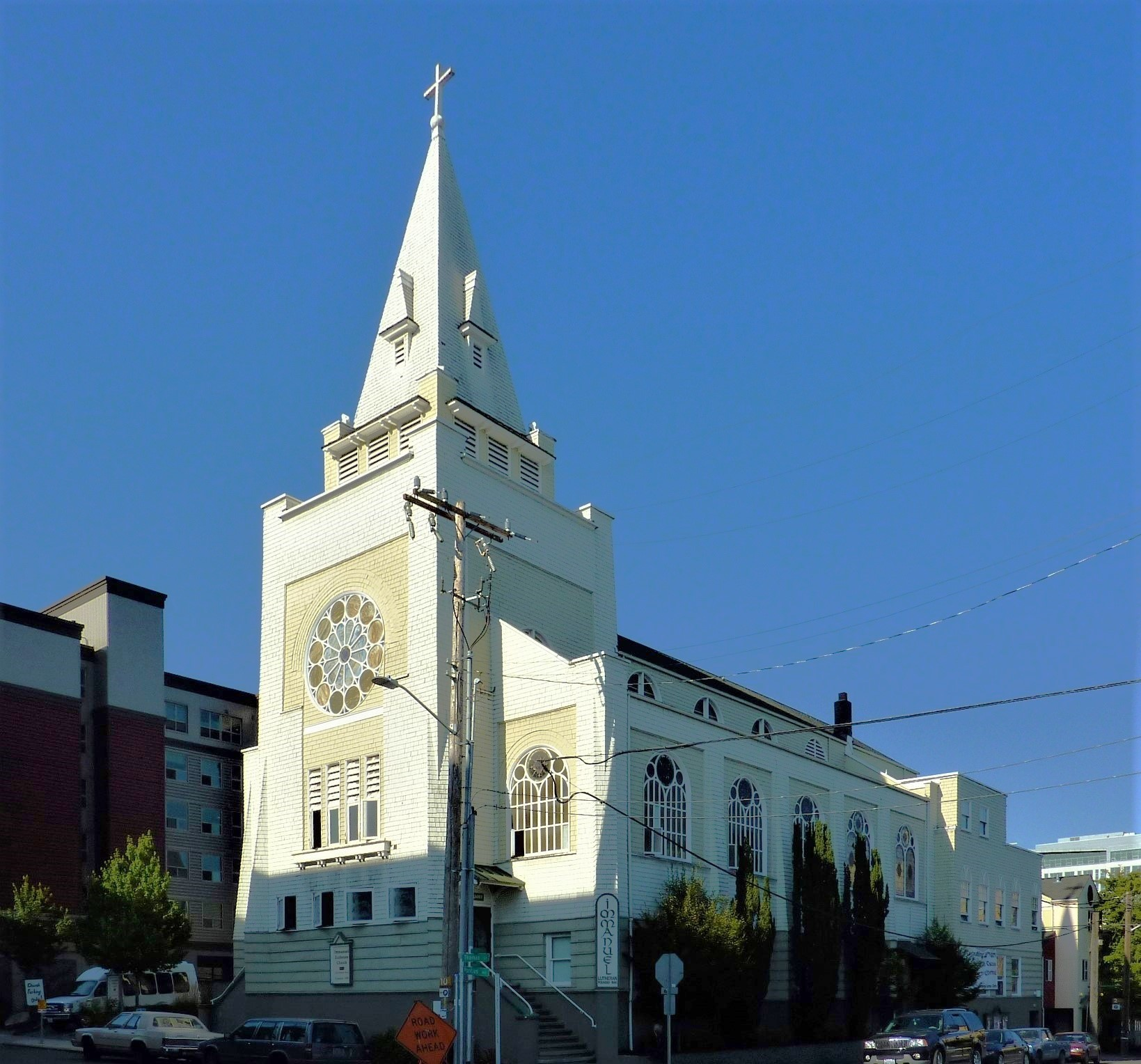
Die Immanuel Lutheran Church in Seattle

Die Immanuel Lutheran Church ist ein Kirchengebäude der Evangelical Lutheran Church in America in Seattle im US-amerikanischen Bundesstaat Washington. Die Kirche ist als nationales historisches Denkmal sowie als Seattle Landmark gelistet.

## Geschichte
Die lutherische Kirchengemeinde wurde 1890 von 33 Personen norwegischer Herkunft gegründet und ein erstes Kirchengebäude konnte 1891 an der Ecke Minor Avenue und Olive Street errichtet werden. 1899 wurde das Bauwerk angehoben, um es durch ein Untergeschoss zu erweitern. Dieser erste Kirchbau wurde jedoch durch das Anwachsen der Gliederzahl der Gemeinde zu klein. 1907 wurde daher ein neues Grundstück an einem neuen Standort in der Pontius Avenue gekauft. Nach einem Entwurf des Architekten Watson Vernon wurde 1907 mit dem Neubau begonnen und 1908 war das Untergeschoss der heutigen Kirche fertiggestellt, was es der Gemeinde ermöglichte, ihre ersten Gottesdienste im Neubau abzuhalten. Wegen Geldmangels verzögerte sich der Weiterbau, bis 1911 Geldmittel durch die Kirchenleitung im Osten der USA erhalten werden konnten. Als schließlich 1912 die Einweihung des fertiggestellten Gotteshauses stattfand, waren dabei zwei Bischöfe der Kirche von Norwegen anwesend. 1915 ermöglichte eine Spende von Andrew Carnegie den Kauf einer Orgel der Firma Kilgen.
1919 wurde ein Gemeindesaal errichtet. 1982 erfolgte der Eintrag in das nationale Denkmalregister.